# Conjunt de cases Mateu Tort Codorniu
El Conjunt de cases Mateu Tort Codorniu és una obra de Capellades (Anoia) protegida com a Bé Cultural d'Interès Local.

## Descripció
Conjunt de cases entre mitgeres, alineades al carrer i amb pati a darrere. Es tracta d'un grup seriat de cases unifamiliars representatives de l'arquitectura popular, construïdes a dues altures i amb obertures de proporció vertical. La casa número 11 conserva la porta vidriera de fusta.
Els paraments de les façanes estan arrebossats i pintats de diferents colors (blanc, ocre, rosat) i recolzats en sòcol.

## Història
El procés d'urbanització d'aquesta zona es relaciona amb Mateu Tort, qui va adquirir diferents cases i solars entre els segles xviii i xix. A principis del XX, concretament al 1914, les façanes patiren diverses reformes.